# Geison

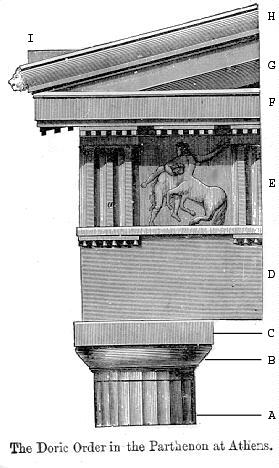
Onderdelen van het Dorische hoofdgestel: A: Zuil, B: Kapiteel, C: Abacus of impost, D: Architraaf, E:Triglief en metope, F: Geison, G: Timpaan of fronton, H: Cimaas, I: Akroterion

Het geison (Oudgrieks) of de corona (Latijn) is een term uit de architectuur.
Het geison is een onderdeel van het hoofdgestel. Het is een uitspringende geprofileerde lijst die het fries en de gootlijst van elkaar scheidt.
Het fronton heeft twee geisons: een horizontale, die niet wordt afgedekt door een gootlijst en een schuine, die de bovenrand van het fronton vormt en die wél door een gootlijst wordt afgedekt.
In de Dorische orde heeft het liggende geison wel mutuli, maar de schuine (de cimaas) niet.